# Frauentorstraße 1 (Weimar)

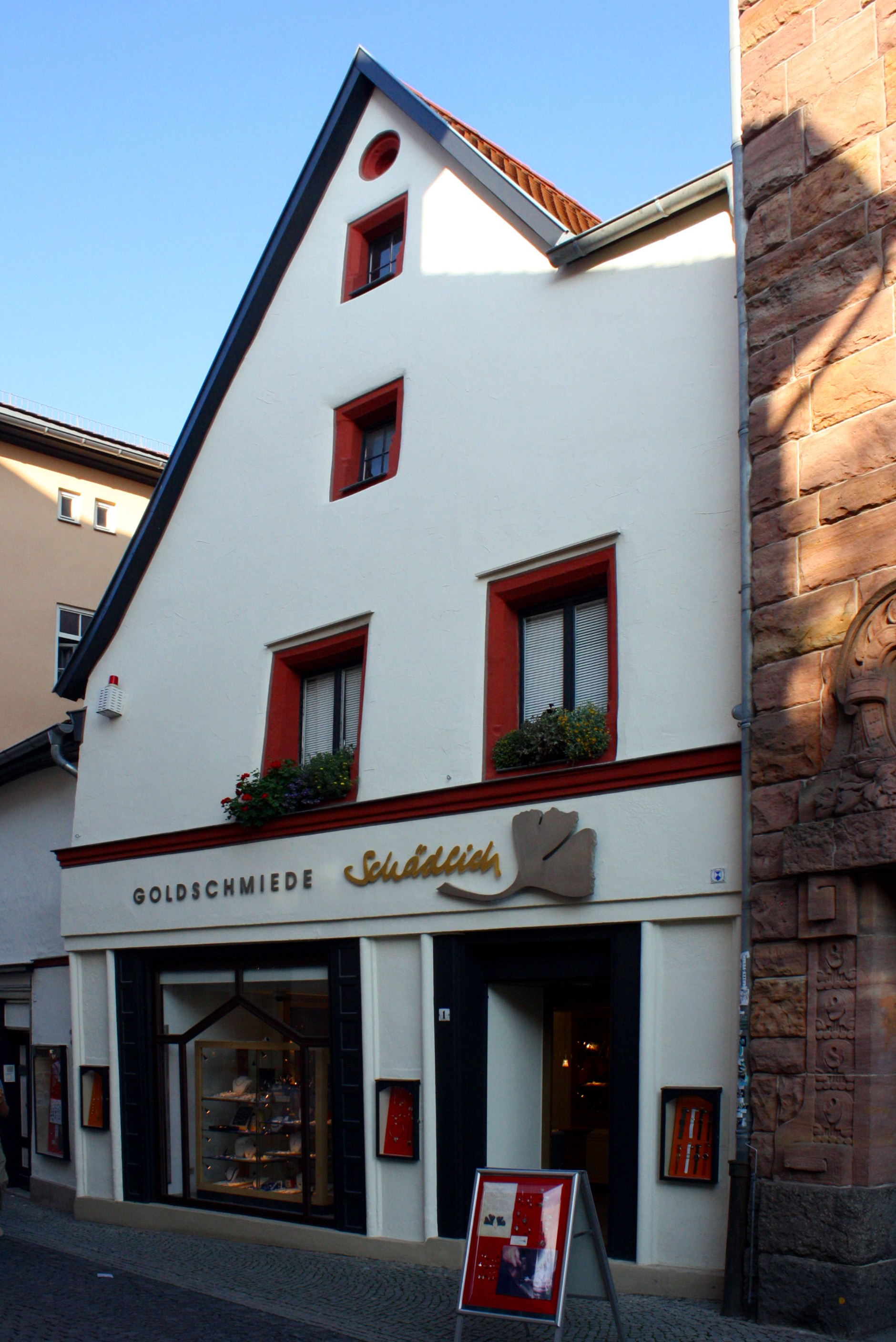
Frauentorstraße 1

Das Haus Frauentorstraße 1, benannt nach dem Frauentor in Weimar ist das älteste erhaltene Gebäude der Straße und auch eines der ältesten der Altstadt. Es stößt fast an den Markt. Es ist Wohnhaus mit einem Geschäft. Die Inneneinrichtung des Hauses wurde 1924 im Stile des Art déco umgebaut.
Die benachbarten Häuser mussten für den Bau des Bankhauses Frauentorstraße 3 weichen. Um 1900 hatte Wilhelm Hartan diese drei Häuser vor ihrem Abriss fotografiert. Das Haus ist ein verputztes Fachwerkhaus und markant giebelständig. Das Gebäude entstand um 1620.
Seit Generationen ist hier eine Goldschmiedewerkstatt mit Geschäft mit wechselnden Betreibern. Bereits seit ca. 1923/24 Jahren ist das der Fall. Genannt ist hierfür der Name Harry Oeke. Markenzeichen ist hierfür das Ginkgoblatt, das wiederum auf Goethes Gedicht Gingo biloba zurückgeht. Das Gebäude steht auf der Liste der Kulturdenkmale in Weimar (Einzeldenkmale).